# Bělá nad Svitavou
Bělá nad Svitavou település Csehországban, a Svitavyi járásban. Bělá nad Svitavou Banín, Březová nad Svitavou, Brněnec, Chrastavec, Lavičné, Vítějeves és Svojanov településekkel határos. Lakosainak száma 479 fő (2024. január 1.).

## Népesség
A település lakosságának változását az alábbi diagram mutatja:
| Lakosok száma | 1053 | 1225 | 1098 | 736  | 605  | 505  | 518  | 511  | 485  | 479  |
|               | 1869 | 1900 | 1921 | 1961 | 1980 | 2011 | 2016 | 2019 | 2021 | 2024 |